# انتشارات موسیقی سونی
انتشارات موسیقی سونی (به انگلیسی: Sony Music Publishing) نام بزرگ‌ترین کمپانی نشر موسیقی در جهان است که متعلق به شرکت سونی اینترتیمنت می‌باشد. مالکان این کمپانی موسیقی تا سال ۲۰۱۶، مایکل جکسون و سونی اینترتیمنت به صورت نصف به نصف بودند که در همان سال سونی اینترتیمنت سهم مایکل جکسون را به ارزش ۷۵۰ میلیون دلار می‌خرد.
این کمپانی، ابتدا در سال ۱۹۵۵ (۱۳۳۴ ه. ش) توسط شبکهٔ تلویزیونی ATV و آقای Lew Grade پایه‌گذاری شد.
سونی/ای‌تی‌وی حق نشر بیش از ۴،۵ میلیون آهنگ از هنرمندانی چون: الویس پریسلی، بیتلز، لیدی گاگا، جرج مایکل، ریانا، باب دیلن و امینم را در اختیار دارد و به گفتهٔ کارشناسان ارزش خالص آن بیش از ۱٫۵ میلیارد دلار است که در برخی بررسی‌ها، ارزش آن تا ۵ میلیارد دلار نیز اعلام شده‌است.
مایکل جکسون این انتشارات را در سال ۱۹۸۵ (۱۳۶۴ ه. ش) با قیمت ۴۷٫۵ میلیون دلار خریداری کرد و در سال ۱۹۹۵ (۱۳۷۴ ه. ش) سونی را با خود شریک کرد.

## آهنگسازان ایرانی که آلبوم آنها توسط سونی موزیک منتشر شده است
مهدی رجبیان با آلبوم اهل خاورمیانه
حافظ ناظری با آلبوم بعد یازدهم
رامین جوادی با آلبوم بازی تاج‌وتخت

## لیست خوانندگان کاتولوگ سونی/ای تی وی

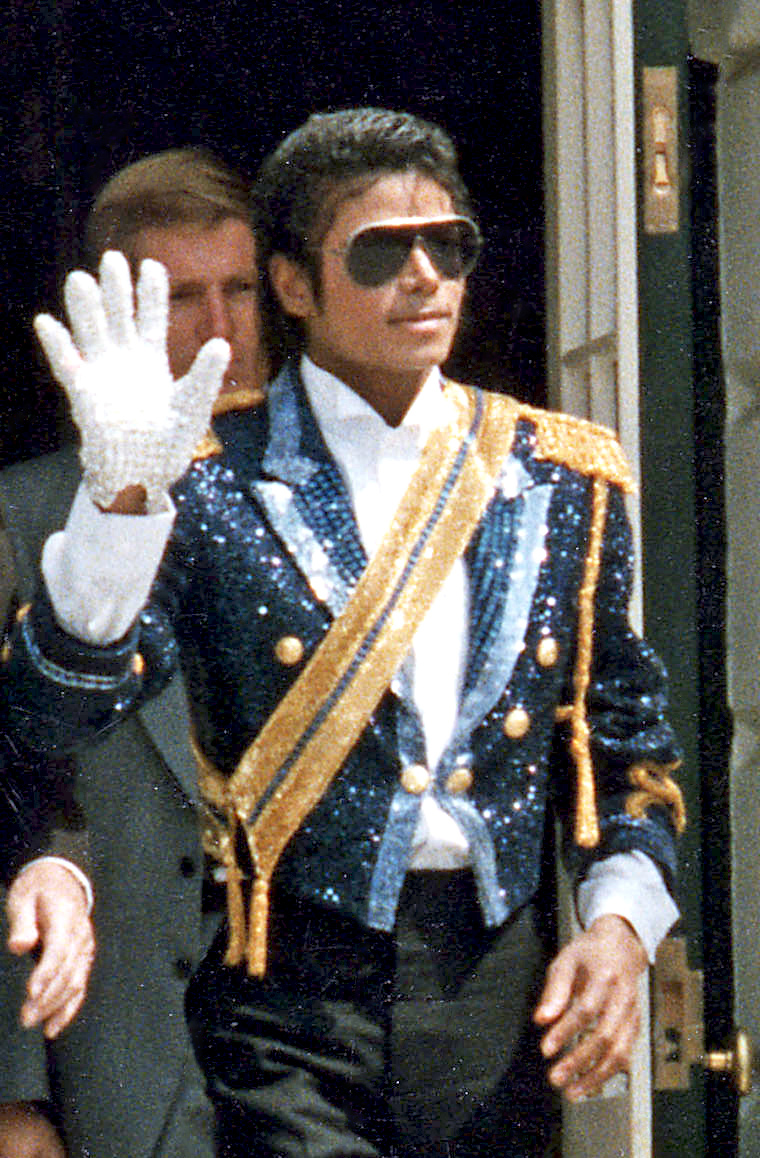
تا سال ۲۰۱۶ مایکل جکسون مالک نیمی کمپانی سونی/ای‌تی‌وی بود. درآمد سالیانهٔ او از این کمپانی بین ۵۰ تا ۱۰۰ میلیون دلار تخمین زده می‌شد. در همان سال سهم مایکل جکسون توسط بنیاد مایکل جکسون به ارزش ۷۵۰ میلیون دلار به سونی فروخته شد.

### ا

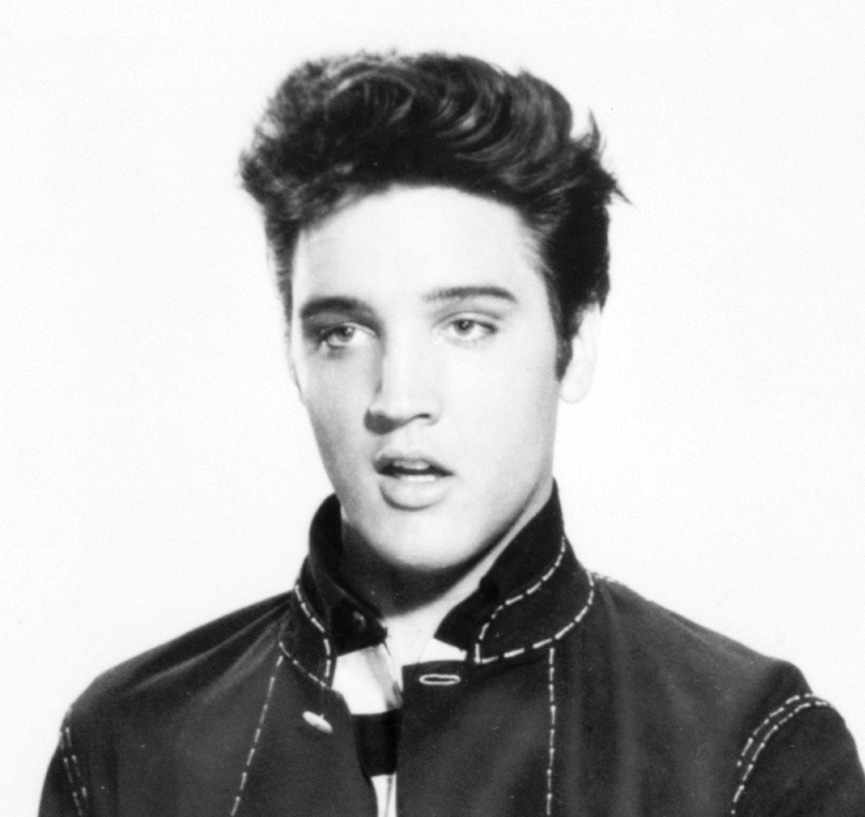
الویس پریسلی

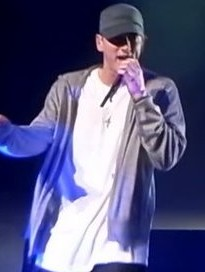
امینم

- آلیشا کیز
- انریکه ایگلسیاس
- الویس پریسلی
- امینم
- ایکان
- ای‌تی‌بی
- اما بانتون
- اینگلبرت هامپردینک
- استل
- ایندیا.ارای
- اوئیسیز
- اوربیتال
- آر. کلی
- آوریل.لاویگن

### ب
- باب دیلن
- بک‌استریت بویز
- بلک آید پیز
- بلو
- بویز تو من
- بیانسه
- بیستی بویز
- بک هانسن
- بیورک
- بون جووی
- بروکس اند دان
- بروس اسپرینگستین
- برایان آدامز

### پ

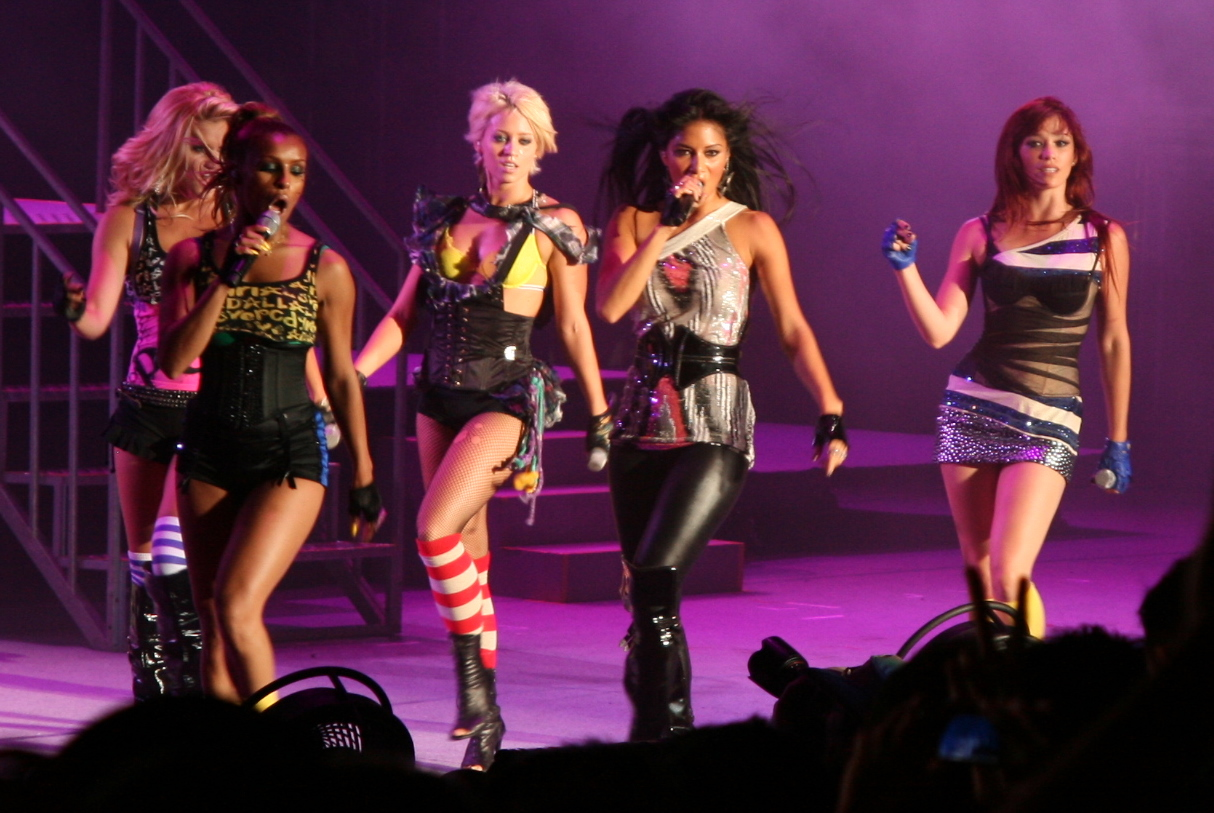
پوسی‌کت دالز

- پوسی‌کت دالز
- پینک
- پرل جم
- پت شاپ بویز
- پیتر چین‌کدی

### ج
- جان میر
- جرج مایکل
- جسیکا سیمپسون
- جنیفر لوپز
- جوناس برادرز
- جی زی
- جی شان
- جیمز براون
- جورج استریت
- جری هالیول
- جیمز موریسون
- جف باکلی
- جیمی هندریکس
- جو استرامر
- جاس استون

### د
- دستینیز چایلد
- دنی مینوگ
- دف لپارد
- دلتا گودرم
- دیکسی چیکس
- دوک الینگتون

### ر

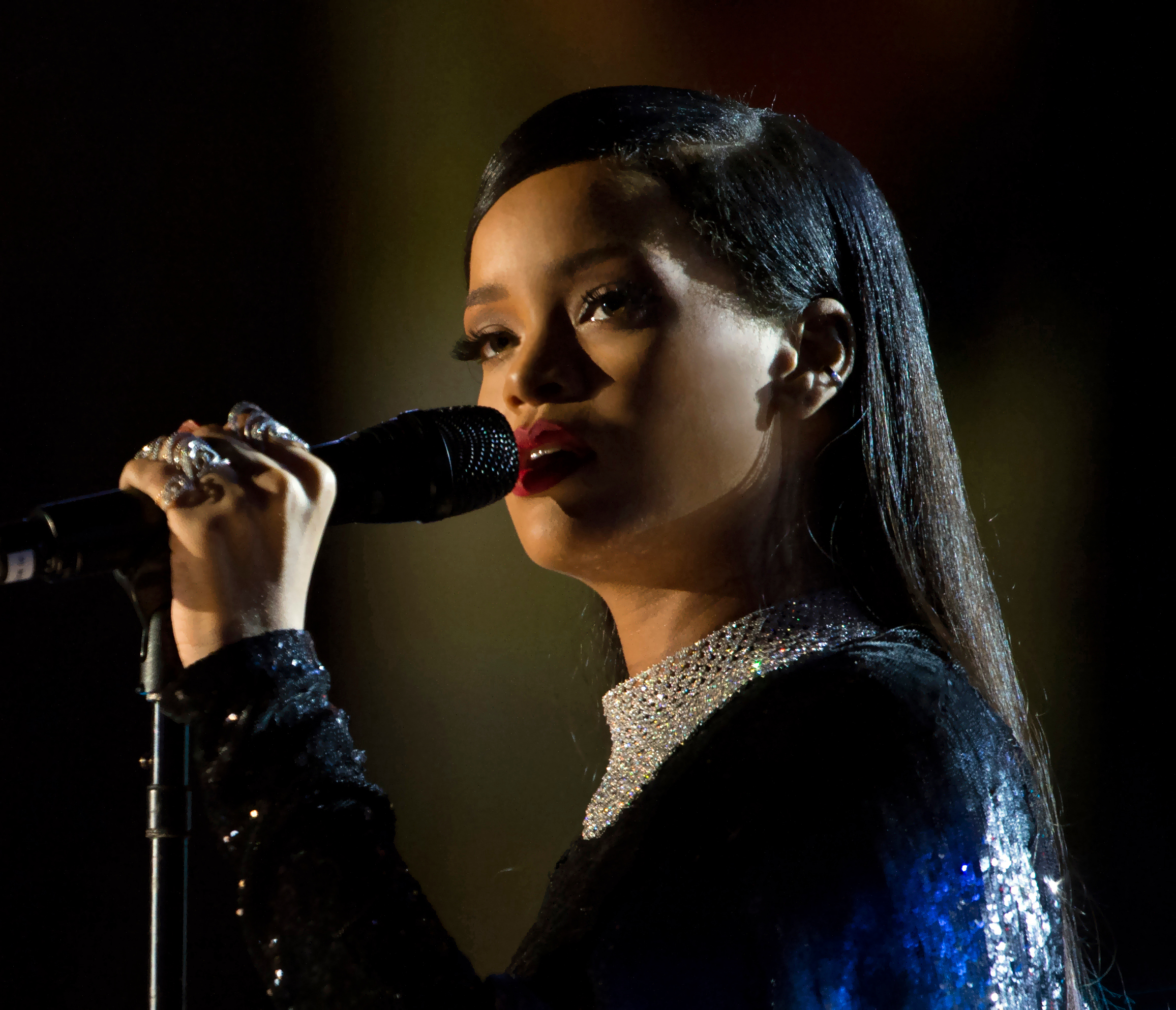
ریانا

- آر. کلی
- ریانا
- ریکی مارتین
- ریزرلایت
- ریبا مک‌اینتایر

### س

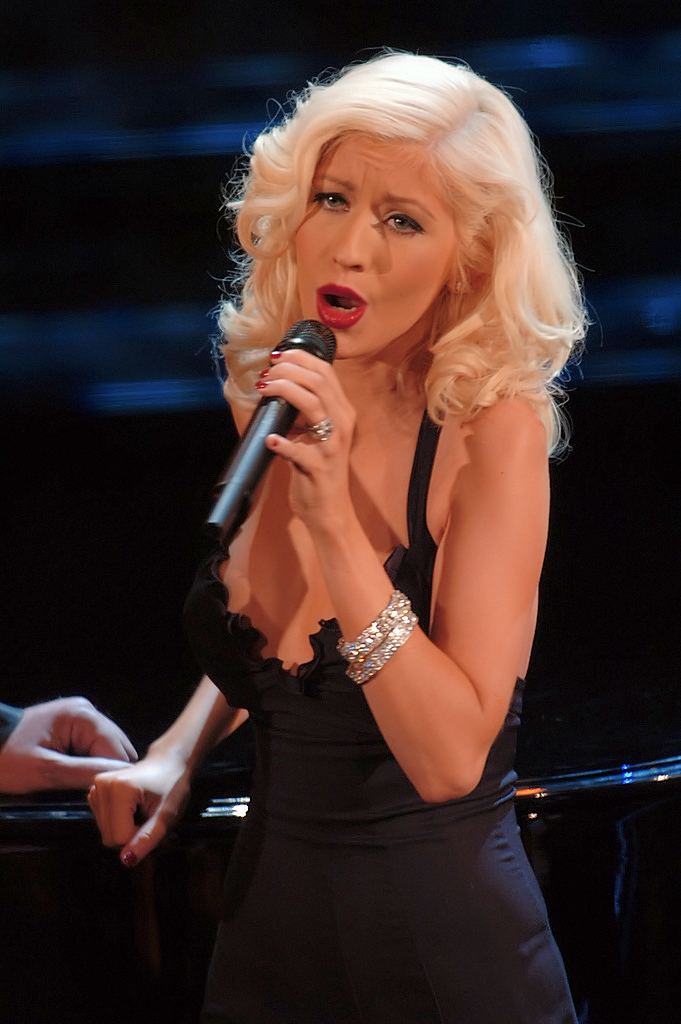
کریستینا آگیلرا

- سلین دیون
- سیندی لاپر

### ش

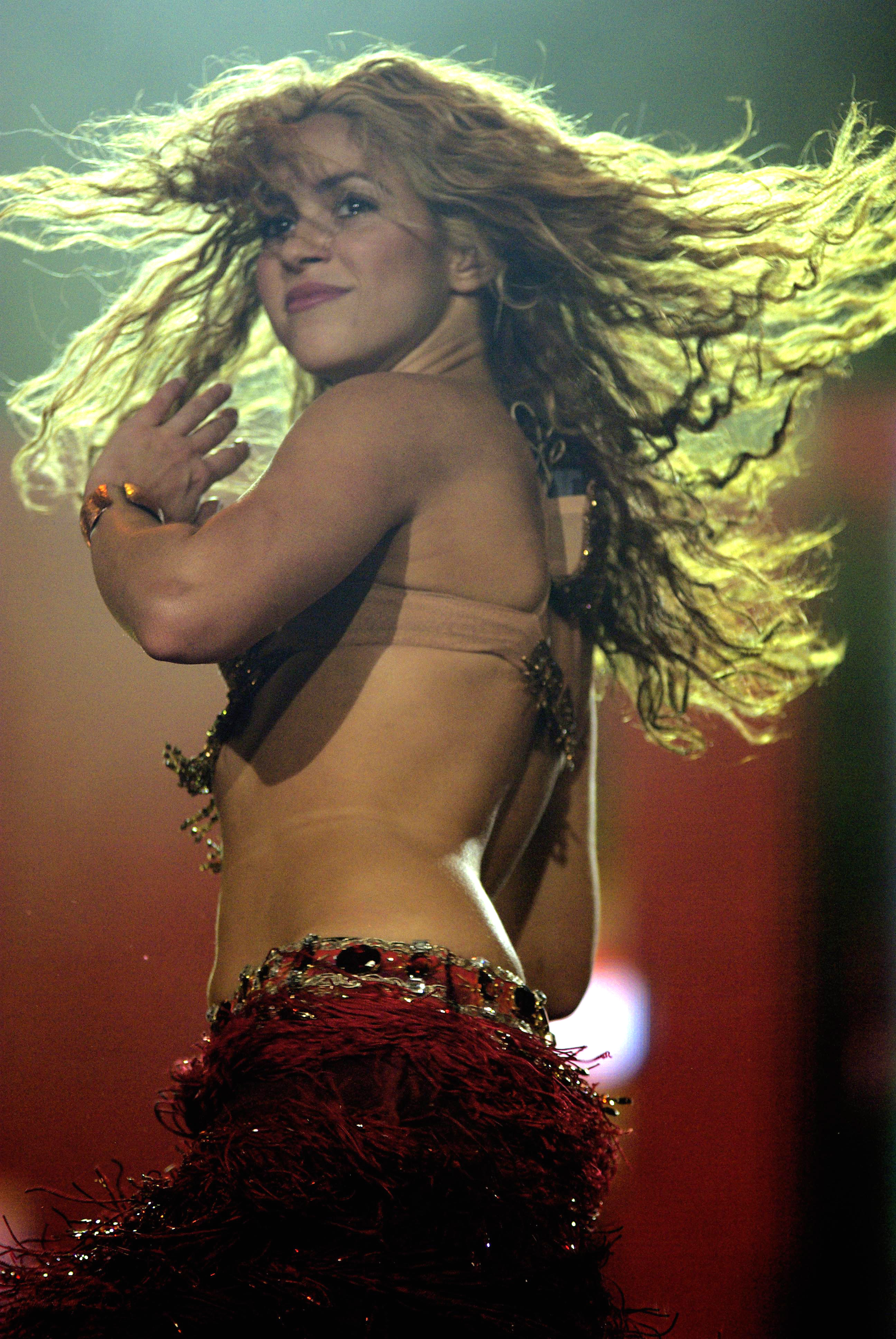
شکیرا

- شان کینگستون
- شکیرا
- شر

### ف
- فیفتی سنت
- فال اوت بوی
- فلو رایدا

### ک
- کریستینا آگیلرا
- کت استیونس
- کریس کرنل
- کلدپلی
- کالکتیو سول
- کتی ملوآ
- کلی رولند
- کینان
- کرافتورک
- کی‌تی تانستال
- کایلی مینوگ
- کویینز آو د استون ایج

### گ
- گوئن استفانی
- گرلز الاود
- گوریلاز

### ل

لیدی گاگا

- لیدی گاگا
- لمب آو گاد
- لارین هیل
- لئونارد کوهن
- لیندا پری
- لینکین پارک
- لیز فیر
- ال ال کول جی

### م
- ماریا کری
- مارک آنتونی
- مری جی. بلایژ
- ملانی براون
- مایلز دیویس
- مادست ماوس
- مایکل جکسون

### ن
- نلی فورتادو
- نی-یو
- نیل دایموند
- ناتاشا بیدینگ فیلد
- نورا جونز

### ه
- هیلاری داف
- هنک ویلیامز

### و
- وست لایف
- ویتنی هوستون
- ویل اسمیت
- وان‌ریپابلیک
- وان دایرکشن